# Arnaha (Sarlahi)
Pour les articles homonymes, voir Arnaha.
Arnaha (en népalais : औरही) est un comité de développement villageois du Népal situé dans le district de Sarlahi. Au recensement de 2011, il comptait 3 974 habitants.